# Grantessa thompsoni
Grantessa thompsoni är en svampdjursart som först beskrevs av Lawrence Morris Lambe 1900.  Grantessa thompsoni ingår i släktet Grantessa och familjen Heteropiidae. Inga underarter finns listade i Catalogue of Life.